# Las Areneras
Las Areneras es una localidad del municipio de Cajeme ubicada en el sur del estado mexicano de Sonora, en la zona del valle del Yaqui, la localidad es un barrio adyacente a la zona urbana de Ciudad Obregón, la cabecera municipal. Según los datos del Censo de Población y Vivienda realizado en 2020 por el Instituto Nacional de Estadística y Geografía (INEGI), Las Areneras tiene un total de 647 habitantes.

## Geografía
Las Areneras se sitúa en las coordenadas geográficas 27°31'45" de latitud norte y 109°57'46" de longitud oeste del meridiano de Greenwich, a una elevación de 30 metros sobre el nivel del mar.